# Gédéon Florentin de Marcombe
Gédéon Florentin de Marcombe est un homme politique français né le 29 septembre 1795 à Angers (Maine-et-Loire) et décédé le 28 mars 1866 à Angers.
Opposant libéral à la Restauration, il est membre de la municipalité d'Angers en juillet 1830. Maire de Champigné en 1835, Président du conseil général, il est député de Maine-et-Loire de 1831 à 1834 et de 1837 à 1839, siégeant dans la majorité soutenant la Monarchie de Juillet. Il est à la tête du journal de Maine-et-Loire.
Chevalier de l'Ordre Royal de la Légion d'honneur le 30 octobre 1842 .

## Sources
- « Gédéon Florentin de Marcombe », dans Adolphe Robert et Gaston Cougny, Dictionnaire des parlementaires français, Edgar Bourloton, 1889-1891 [détail de l’édition]